# 松本泰志 (サッカー選手)
松本 泰志（まつもと たいし、1998年8月22日 - ）は、埼玉県東松山市出身のプロサッカー選手。Jリーグ・浦和レッズ所属。ポジションはミッドフィールダー（ボランチ、トップ下、サイドハーフ）。元日本代表。

## 経歴

### プロ入り前
東松山市立松山第二小学校時代は江南南サッカー少年団に在籍しポジションはセンターバック、東松山市立北中学校時代はクマガヤSCに在籍しボランチを務めた。中学1年時にプロ野球千葉ロッテマリーンズの和田康士朗とクラスメイトになり、以後親交が続いている。
高校進学の際に「技術を生かせるチーム」を志望して昌平高等学校へ進学した。同期には針谷岳晃、1学年下に佐相壱明、2学年下に原田虹輝がいる。高校では、藤島崇之監督の「プレッシャーが強い前方のエリアでプレーさせて伸ばそう」という意向からフォワードまたは攻撃的ミッドフィールダーとして起用され、1年時には第93回全国高等学校サッカー選手権大会に出場した。
高校2年時からそれまでの左右のキックの精度に加えドリブルの技術を磨くようになり、高校3年時には背番号「10」を背負いレギュラーとして、2016年夏の全国高等学校総合体育大会に出場。準々決勝の静岡学園戦の決勝点を含む3得点をあげてベスト4進出に貢献した。
同年9月26日、J1リーグ・サンフレッチェ広島への入団内定が発表された。一方、高校選手権予選では準決勝で敗退、プリンスリーグ関東・参入決定戦ではジェフユナイテッド市原・千葉U-18に延長戦の末に敗れ、昇格を逃した。

### プロ入り後
2017年1月、広島へ正式に加入。同年2月にはNEXT GENERATION MATCHの日本高校サッカー選抜に選出され、同年2月18日のU-18Jリーグ選抜戦では1アシストを記録。同年3月には高校選抜の欧州遠征メンバーに選出された。5月3日、ルヴァンカップ第4節のセレッソ大阪戦でプロデビューを果たした。
2018年3月29日付でプロA契約を締結。同年4月11日に行われたJ1リーグ第7節、横浜F・マリノス戦でリーグ戦初出場を果たした。
2019年、開幕前に故障した青山敏弘の代役に抜擢されシーズン開幕からスタメンとして出場を重ね、5月22日に行われたAFCチャンピオンズリーグ2019 グループリーグ第6戦、メルボルン・ビクトリーFC戦でプロ初ゴールを決めた。しかし、青山の復帰後は出場機会を失い、翌2020年にはベンチ入りの機会も少なくなった。
2020年8月20日、アビスパ福岡へ期限付き移籍。10月25日、ジェフユナイテッド市原・千葉戦でJリーグ初ゴールを決めた。
2021年、セレッソ大阪へ期限付き移籍。ACLで2得点を記録、同年7月27日、川辺駿の海外移籍の影響もあり、半年で期限付き移籍から復帰した。
2024年12月30日、浦和レッズへ完全移籍。

### 代表
2017年11月、U-20日本代表メンバーに選出され、タイで行われたM-150カップ2017に参加。同年12月9日に行われたU-23タイ代表戦で代表デビューを飾った。
2018年8月、インドネシアで開催されるアジア競技大会に臨むU-21日本代表に選出された。グループリーグ初戦のネパール戦でボランチとして先発出場すると、グループリーグ第3戦のベトナム戦と準決勝のUAE戦での途中出場を含む全7試合に出場し、チームの準優勝に貢献した。
2019年5月24日、コパ・アメリカに臨む東京五輪世代中心で構成された日本代表に初選出された。

## 所属クラブ
- 江南南サッカー少年団（東松山市立松山第二小学校）[6]
- クマガヤSC（東松山市立北中学校）[6]
- 昌平高等学校[6]
- 2017年 - 2024年  サンフレッチェ広島
  - 2020年8月 - 同年12月  アビスパ福岡（期限付き移籍）
  - 2021年2月 - 同年7月  セレッソ大阪（期限付き移籍）
- 2025年 -  浦和レッズ

## 個人成績
| 国内大会個人成績 | 国内大会個人成績 | 国内大会個人成績 | 国内大会個人成績 | 国内大会個人成績 | 国内大会個人成績 | 国内大会個人成績 | 国内大会個人成績 | 国内大会個人成績 | 国内大会個人成績 | 国内大会個人成績 | 国内大会個人成績 |
| 年度             | クラブ           | 背番号           | リーグ           | リーグ戦         | リーグ戦         | リーグ杯         | リーグ杯         | オープン杯       | オープン杯       | 期間通算         | 期間通算         |
| 年度             | クラブ           | 背番号           | リーグ           | 出場             | 得点             | 出場             | 得点             | 出場             | 得点             | 出場             | 得点             |
| 日本             | 日本             | 日本             | 日本             | リーグ戦         | リーグ戦         | リーグ杯         | リーグ杯         | 天皇杯           | 天皇杯           | 期間通算         | 期間通算         |
| ---------------- | ---------------- | ---------------- | ---------------- | ---------------- | ---------------- | ---------------- | ---------------- | ---------------- | ---------------- | ---------------- | ---------------- |
| 2017             | 広島             | 32               | J1               | 0                | 0                | 4                | 0                | 0                | 0                | 4                | 0                |
| 2018             | 広島             | 32               | J1               | 3                | 0                | 6                | 0                | 1                | 0                | 10               | 0                |
| 2019             | 広島             | 17               | J1               | 15               | 0                | 0                | 0                | 3                | 0                | 18               | 0                |
| 2020             | 広島             | 17               | J1               | 0                | 0                | 0                | 0                | -                | -                | 0                | 0                |
| 2020             | 福岡             | 40               | J2               | 25               | 1                | -                | -                | -                | -                | 25               | 1                |
| 2021             | C大阪            | 40               | J1               | 2                | 0                | -                | -                | 0                | 0                | 2                | 0                |
| 2021             | 広島             | 17               | J1               | 10               | 0                | -                | -                | -                | -                | 10               | 0                |
| 2022             | 広島             | 17               | J1               | 23               | 3                | 10               | 0                | 5                | 2                | 38               | 5                |
| 2023             | 広島             | 17               | J1               | 17               | 0                | 4                | 0                | 1                | 1                | 22               | 1                |
| 2024             | 広島             | 14               | J1               | 36               | 3                | 6                | 1                | 4                | 0                | 46               | 4                |
| 通算             | 日本             | 日本             | J1               | 106              | 6                | 30               | 1                | 14               | 3                | 150              | 10               |
| 通算             | 日本             | 日本             | J2               | 25               | 1                | -                | -                | -                | -                | 25               | 1                |
| 総通算           | 総通算           | 総通算           | 総通算           | 131              | 7                | 30               | 1                | 14               | 3                | 175              | 8                |

| 国際大会個人成績 | 国際大会個人成績 | 国際大会個人成績 | 国際大会個人成績 | 国際大会個人成績 |
| 年度             | クラブ           | 背番号           | 出場             | 得点             |
| AFC              | AFC              | AFC              | ACL              | ACL              |
| ---------------- | ---------------- | ---------------- | ---------------- | ---------------- |
| 2019             | 広島             | 17               | 4                | 1                |
| 2021             | C大阪            | 40               | 2                | 2                |
| ACL2             | ACL2             | ACL2             | ACL2             | ACL2             |
| 2024-25          | 広島             | 14               | 3                | 0                |
| 通算             | AFC              | AFC              | 9                | 3                |

その他の国際公式戦
- 2019年
  - AFCチャンピオンズリーグ・プレーオフ 1試合0得点
- 公式戦初出場 - 2017年5月3日 ルヴァンカップ第4節・対セレッソ大阪戦（エディオンスタジアム広島）[13]
- Jリーグ初出場 - 2018年4月11日 J1 第7節・対横浜F・マリノス (エディオンスタジアム広島)[15]
- Jリーグ初得点 - 2020年10月25日 J2 第29節・対ジェフユナイテッド千葉 (ベスト電器スタジアム)

## タイトル

### クラブ
サンフレッチェ広島
- Jリーグカップ：1回（2022年）

### 個人
- 全国高等学校総合体育大会優秀選手：1回（2016年）[6]
- J1リーグ優秀選手賞：1回（2024年）

## 代表・選抜歴
- 日本高校サッカー選抜
  - NEXT GENERATION MATCH（2017年）[11]
  - デュッセルドルフ国際ユースサッカー大会（2017年）[1]
- U-20日本代表
  - M-150カップ（2017年）[23]
- U-21日本代表
  - スポーツ・フォー・トゥモロー（SFT）プログラム 南米・日本U-21サッカー交流（2018年）[29]
  - トゥーロン国際大会（2018年）[30]
  - アジア競技大会（2018年）[31]
  - ドバイカップU-23（2018年）[32]
- U-22日本代表
  - AFC U-23選手権2020 (予選)（2019年）[33]
  - 北中米遠征（2019年）
  - キリンチャレンジカップ（2019年）
- U-23日本代表
  - AFC U-23選手権（2020年）
- 日本代表
  - コパ・アメリカ2019（2019年）[34]